# Edna Adan Ismail
Edna Adan Ismail (somali: Edna Aadan Ismaaciil ama Adna Aadan Ismaaciil) (nascuda el 8 de setembre de 1937) és una llevadora, activista i la primera dona a exercir com a Ministra d'Afers Exteriors a Somalilàndia de 2003 a 2006. Anteriorment havia tingut el càrrec de Ministra del Benestar Familiar i Desenvolupament Social de Somalilàndia.
És la directora i fundadora de l'Hospital de la Maternitat Edna Adan a Hargeisa i és pionera activista en la lluita per l'abolició de la mutilació genital femenina. També és Presidenta de l'Organització per a les Víctimes de Tortura i de l'Organització de Nacions i Pobles No Representats (UNPO).